# Дженнер (Калифорния)
Дженнер или Дженнер-у-моря (англ. Jenner, Jenner-by-the-Sea) ― небольшой прибрежный город с населением около 136 человек, находящийся в округе Сонома, штат Калифорния, США. Он расположен на тихоокеанском побережье недалеко от устья реки Рашен-Ривер. Сразу к югу от Дженнера находится пляж Коз-Рок, входящий в состав пляжа штата Сонома-Кост.

## История

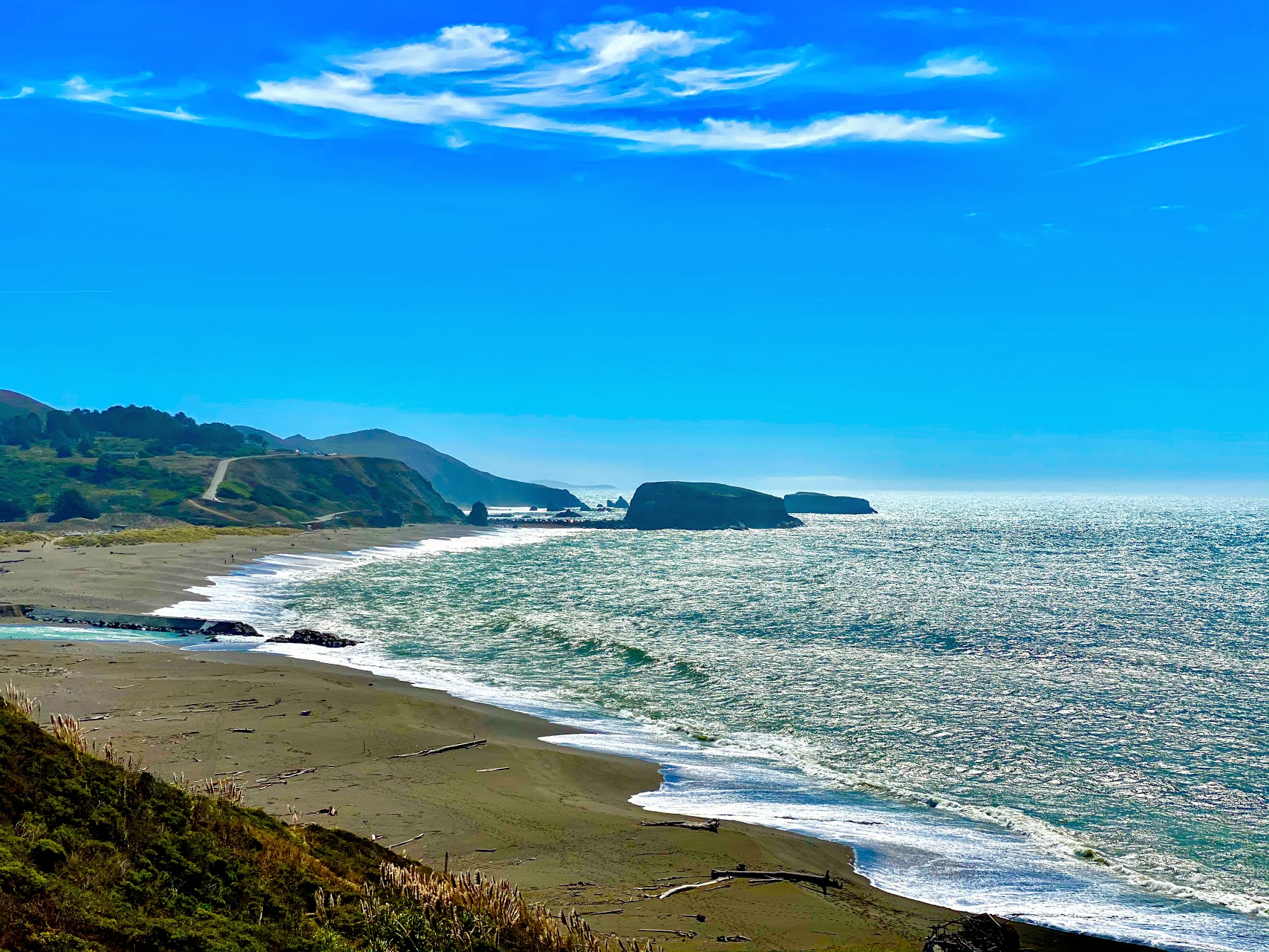
Дженнер, Калифорния

Исторически Дженнер был частью ранчо Мунис. Тезка города, доктор Элайджа Дженнер, был дантистом и изобретателем из Вермонта. Когда в 1846 году родился его сын Чарльз, семья жила в Висконсине. Элайджа поехал на запад в 1850 году и искал счастья на калифорнийских золотых приисках. Работая шахтером, он сконструировал насос, который мог поднимать воду на высоту ста футов (30 м). Его патентная заявка включала модель насоса из чистого золота, которая является единственной золотой моделью, которую когда-либо получало Патентное ведомство.
Семья Дженнер присоединилась к нему в 1852 году. Путешествуя на корабле от Великих озер до Панамы, он пересек перешеек и поплыл вверх по Тихоокеанскому побережью. К 1854 году Дженнеры поселились недалеко от устья Рашен-Ривер и построили дом в том месте, которое стало известно как ущелье Дженнер, на месте города. Чарльз Дженнер стал известным адвокатом в Сиэтле.
Региональный парк Стиллуотер-Коув, расположенный в 16 милях (26 км) к северу от Дженнера, располагает принадлежностями для пикника, выходом на пляж и историческим однокомнатным школьным зданием.
Дженнер привлек внимание средств массовой информации в 2004 году после обнаружения тел Линдси Катшолл и Джейсона Аллена. Инцидент стал известен как двойное убийство в Дженнере.

## География
По данным Бюро переписи населения США, город занимает площадь 2,4 квадратных мили (6,2 км2), 2,1 квадратных мили (5,5 км2) земли и 0,3 квадратных мили (0,7 км2) воды (12,00%).

## Климат
Дженнер имеет прохладный летний средиземноморский климат, типичный для прибрежных районов Калифорнии. Сезон дождей, характеризующийся обильными осадками, длится с октября по май. Лето часто бывает пасмурным, солнце закрывается облаками, которые сохраняют прохладу, влажность и часто моросят в ночные и утренние часы.